# Caesiumpermanganat
Caesiumpermanganat ist das Caesiumsalz der im freien Zustand unbekannten Permangansäure, HMnO4. Das Mangan liegt darin in seiner höchsten Oxidationsstufe +VII vor.

## Herstellung
Caesiumpermanganat kann aus Kaliumpermanganat und Caesiumnitrat hergestellt werden.
{\displaystyle {\ce {CsNO3 + KMnO4 ->KNO3 + CsMnO4 v}}}

## Eigenschaften

### Physikalische Eigenschaften
Caesiumpermanganat ist wenig wasserlöslich, die Löslichkeit nimmt mit steigender Temperatur zu, bei 1 °C 0,97 g, bei 19 °C 2,3 g und bei 59 °C 12,5 g/l. Es kristallisiert im orthorhombischen Kristallsystem in der Raumgruppe Pnma (Raumgruppen-Nr. 62) mit den Gitterparametern a = 1006 pm, b = 580,1 pm und c = 794,4 pm. In der Elementarzelle befinden sich vier Formeleinheiten. Die Kristalle sind isomorph zu Rubidiumpermanganat, Ammoniumpermanganat und Kaliumpermanganat.

### Chemische Eigenschaften
Caesiumpermanganat zersetzt sich analog zum Kaliumpermanganat in zwei Stufen, wobei intermediär Caesiummanganat(VI) entsteht. Als weitere Zersetzungsprodukte entstehen Mangan(IV)-oxid, Caesiumoxid und elementarer Sauerstoff. Die Zersetzung findet zwischen 200 und 300 °C statt.
{\displaystyle {\ce {10CsMnO4 -> 3Cs2MnO4 + 7MnO2 + 2Cs2O + 6O2 ^}}}
{\displaystyle {\ce {2Cs2MnO4 -> 2MnO2 + 2Cs2O + O2 ^}}}
bzw. die Gesamtzersetzungsreaktion:
{\displaystyle {\ce {4CsMnO4 -> 4MnO2 + 2Cs2O + 3O2 ^}}}